# Lijst van voetbalinterlands Iran - Oezbekistan
Deze lijst van voetbalinterlands is een overzicht van alle officiële voetbalwedstrijden tussen de nationale teams van Iran en Oezbekistan. De landen speelden tot op heden zestien keer tegen elkaar, te beginnen met een vriendschappelijke wedstrijd op 14 december 1998 in Bangkok (Thailand). De laatste ontmoeting, een kwalificatiewedstrijd voor het Wereldkampioenschap voetbal 2026, werd gespeeld op 25 maart 2025 in Teheran.

## Wedstrijden
| №  | Plaats       | Datum             | Competitie             | Wedstrijd          | Uitslag |
| -- | ------------ | ----------------- | ---------------------- | ------------------ | ------- |
| 1  | Bangkok      | 14 december 1998  | Vriendschappelijk      | Oezbekistan – Iran | 0 – 4   |
| 2  | Kuala Lumpur | 11 juli 2007      | Azië Cup 2007          | Iran – Oezbekistan | 2 – 1   |
| 3  | Tasjkent     | 5 september 2009  | Vriendschappelijk      | Oezbekistan – Iran | 0 – 0   |
| 4  | Tasjkent     | 3 juni 2012       | WK 2014 kwalificatie   | Oezbekistan – Iran | 0 – 1   |
| 5  | Teheran      | 14 november 2012  | WK 2014 kwalificatie   | Iran − Oezbekistan | 0 − 1   |
| 6  | Tasjkent     | 11 juni 2015      | Vriendschappelijk      | Oezbekistan − Iran | 0 − 1   |
| 7  | Tasjkent     | 6 oktober 2016    | WK 2018 kwalificatie   | Oezbekistan − Iran | 0 − 1   |
| 8  | Teheran      | 12 juni 2017      | WK 2018 kwalificatie   | Iran − Oezbekistan | 2 − 0   |
| 9  | Teheran      | 19 mei 2018       | Vriendschappelijk      | Iran − Oezbekistan | 1 − 0   |
| 10 | Tasjkent     | 11 september 2018 | Vriendschappelijk      | Oezbekistan − Iran | 0 − 1   |
| 11 | Tasjkent     | 8 oktober 2020    | Vriendschappelijk      | Oezbekistan − Iran | 1 − 2   |
| 12 | Tasjkent     | 20 juni 2023      | Centraal-Azië Cup 2023 | Oezbekistan − Iran | 0 − 1   |
| 13 | Tasjkent     | 21 november 2023  | WK 2026 kwalificatie   | Oezbekistan − Iran | 2 − 2   |
| 14 | Teheran      | 11 juni 2024      | WK 2026 kwalificatie   | Iran − Oezbekistan | 0 − 0   |
| 15 | Tasjkent     | 10 oktober 2024   | WK 2026 kwalificatie   | Oezbekistan − Iran | 0 − 0   |
| 16 | Teheran      | 25 maart 2025     | WK 2026 kwalificatie   | Oezbekistan − Iran | 2 − 2   |

## Samenvatting
| Competitie        | Totaal gespeeld | Winst Iran | Gelijk | Winst Oezbekistan | Doelsaldo Iran – Oezbekistan |
| ----------------- | --------------- | ---------- | ------ | ----------------- | ---------------------------- |
| WK-kwalificatie   | 8               | 3          | 4      | 1                 | 8 − 5                        |
| Azië Cup          | 1               | 1          | 0      | 0                 | 2 − 1                        |
| Centraal-Azië Cup | 1               | 1          | 0      | 0                 | 1 − 0                        |
| Vriendschappelijk | 6               | 5          | 1      | 0                 | 9 − 1                        |
| Totaal            | 16              | 10         | 5      | 1                 | 20 − 7                       |

FFIRI · 
A-internationals · 
Selecties · Bondscoaches · 
Statistieken · 
Iraans vrouwenelftal · 
Iran U21 · 
Iran U20 · 
Iran U19 · 
Iran U18 · 
Iran U17
1940 – 1969 · 
1970 – 1979 · 
1980 – 1989 · 
1990 – 1999 · 
2000 – 2009 · 
2010 – 2019 ·
2020 − 2029
Asian Cup 1960 · 
Asian Cup 1968 · 
Asian Cup 1972 · 
Asian Cup 1976 · 
Asian Cup 1980 · 
Asian Cup 1984 · 
Asian Cup 1988 · 
Asian Cup 1992 · 
Asian Cup 1996 · 
Asian Cup 2000 · 
Asian Cup 2004 · 
Asian Cup 2007 · 
Asian Cup 2011
WK 1978 · 
WK 1998 · 
WK 2006 · 
WK 2014 · 
WK 2018
OS 1964 · 
OS 1972 · 
OS 1976
1941 · 
1942–1946 · 
1947 · 
1948 · 
1949 · 
1950 · 
1951 · 
1952 · 
1953–1957 · 
1958 · 
1959 · 
1960–1961 · 
1962 · 
1963 · 
1964 · 
1965 · 
1966 · 
1967 · 
1968 · 
1969 · 
1970 · 
1971 · 
1972 · 
1973 · 
1974 · 
1975 · 
1976 · 
1977 · 
1978 · 
1979 · 
1980 · 
1981 · 
1982 · 
1983 · 
1984 · 
1985 · 
1986 · 
1987 · 
1988 · 
1989 · 
1990 · 
1991 · 
1992 · 
1993 · 
1994 · 
1995 · 
1996 · 
1997 · 
1998 · 
1999 · 
2000 · 
2001 · 
2002 · 
2003 · 
2004 · 
2005 · 
2006 · 
2007 · 
2008 · 
2009 · 
2010 · 
2011 · 
2012 ·
2013 ·
2014 ·
2015 ·
2016 ·
2017 ·
2018 ·
2019 ·
2020 ·
2021 ·
2022 ·
2023 ·
2024
Afghanistan ·
Albanië ·
Algerije ·
Angola ·
Argentinië ·
Armenië ·
Australië ·
Azerbeidzjan ·
Bahrein ·
Bangladesh ·
Bolivia ·
Bosnië en Herzegovina ·
Botswana ·
Brazilië ·
Bulgarije ·
Burkina Faso ·
Cambodja ·
Canada ·
Chili ·
China ·
Costa Rica ·
Cyprus ·
Denemarken ·
Duitsland ·
Ecuador ·
Egypte ·
Engeland ·
Filipijnen ·
Frankrijk ·
Georgië ·
Ghana ·
Guam ·
Guatemala ·
Guinee ·
Hongarije ·
Hongkong ·
Ierland ·
IJsland ·
India ·
Indonesië ·
Irak ·
Israël ·
Jamaica ·
Japan ·
Jemen ·
Joegoslavië ·
Jordanië ·
Kameroen ·
Kazachstan ·
Kenia ·
Kirgizië ·
Koeweit ·
Kroatië ·
Laos ·
Libanon ·
Libië ·
Litouwen ·
Madagaskar ·
Malediven ·
Maleisië ·
Mali ·
Marokko ·
Mexico ·
Montenegro ·
Mozambique ·
Myanmar ·
Nederland ·
Nepal ·
Nicaragua ·
Nieuw-Zeeland ·
Nigeria ·
Noord-Korea ·
Noord-Macedonië ·
Oeganda ·
Oekraïne ·
Oezbekistan ·
Oman ·
Oostenrijk ·
Pakistan ·
Palestina ·
Panama ·
Papoea-Nieuw-Guinea ·
Paraguay ·
Peru ·
Polen ·
Portugal ·
Qatar ·
Roemenië ·
Rusland ·
Saoedi-Arabië ·
Schotland ·
Senegal ·
Sierra Leone ·
Singapore ·
Slowakije ·
Sovjet-Unie ·
Spanje ·
Sri Lanka ·
Syrië ·
Tadzjikistan ·
Taiwan ·
Thailand ·
Togo ·
Trinidad en Tobago ·
Tsjecho-Slowakije ·
Tunesië ·
Turkije ·
Turkmenistan ·
Uruguay ·
Venezuela ·
Verenigde Arabische Emiraten ·
Verenigde Staten ·
Vietnam ·
Wales ·
Wit-Rusland ·
Zambia ·
Zuid-Jemen ·
Zuid-Korea ·
Zweden
Angola (2006) ·
Argentinië (2014) ·
Bosnië en Herzegovina (2014) ·
Marokko (2018) ·
Mexico (2006) ·
Nigeria (2014) ·
Portugal (2006) ·
Portugal (2018) ·
Spanje (2018)
UFF · A-internationals · Bondscoaches · Statistieken · Oezbeeks vrouwenelftal · Olympisch elftal · Oezbekistan U21 · Oezbekistan U20 · Oezbekistan U19 · Oezbekistan U18 · Oezbekistan U17
1990 – 1999 ·
2000 – 2009 ·
2010 – 2019 ·
2020 – 2029 ·
1994 · 
1995 · 
1996 · 
1997 · 
1998 · 
1999 · 
2000 · 
2001 · 
2002 · 
2003 · 
2004 · 
2005 · 
2006 · 
2007 · 
2008 · 
2009 · 
2010 · 
2011 · 
2012 · 
2013 · 
2014 ·
2015 ·
2016 ·
2017 ·
2018 ·
2019 ·
2020 ·
2021 ·
2022 ·
2023
Albanië ·
Armenië ·
Australië ·
Azerbeidzjan ·
Bahrein ·
Bangladesh ·
Bolivia ·
Bosnië en Herzegovina ·
Burkina Faso ·
Cambodja ·
Canada ·
China ·
Costa Rica ·
Estland ·
Filipijnen ·
Georgië ·
Hongkong ·
India ·
Indonesië ·
Irak ·
Iran ·
Israël ·
Japan ·
Jemen ·
Jordanië ·
Kameroen ·
Kazachstan ·
Kirgizië ·
Koeweit ·
Letland ·
Libanon ·
Malediven ·
Maleisië ·
Marokko ·
Mexico ·
Mongolië ·
Montenegro ·
Nieuw-Zeeland ·
Nigeria ·
Noord-Korea ·
Oeganda ·
Oekraïne ·
Oman ·
Palestina ·
Qatar ·
Rusland ·
Saoedi-Arabië ·
Senegal ·
Singapore ·
Slowakije ·
Sri Lanka ·
Syrië ·
Tadzjikistan ·
Taiwan ·
Thailand ·
Turkije ·
Turkmenistan ·
Uruguay ·
Venezuela ·
Verenigde Arabische Emiraten ·
Verenigde Staten ·
Vietnam ·
Wit-Rusland ·
Zuid-Korea ·
Zuid-Soedan ·
Zweden